# دانشگاه آزاد اسلامی واحد بندرانزلی
دانشگاه آزاد اسلامی واحد بندرانزلی دارای سه رشته در مقطع دکتری، پانزده رشته در مقطع کارشناسی ارشد، سی و سه رشته در مقطع کارشناسی، دوازده رشته فعال کاردانی در گروه‌های فنی و مهندسی، علوم انسانی و منابع طبیعی است. رشته‌های کارشناسی آن شامل مهندسی معماری، مهندسی عمران، مهندسی برق، مهندسی کامپیوتر، حقوق، شیلات، مهندسی مکانیک، حسابداری، مدیریت دولتی، مدیریت بازرگانی، مدیریت بیمه و ...  می‌باشد. جهت مشاهده لیست کامل رشته های دایر در دانشگاه آزاد اسلامی واحد بندر انزلی به اینجا مراجعه فرمایید.

## تاریخچه
دانشگاه آزاد اسلامی واحد بندر انزلی در اسفند ماه سال ۱۳۷۸ تأسیس و از مهرماه سال ۱۳۷۹ با پذیرش ۱۲۰ دانشجو در رشته کارشناسی مدیریت دولتی و کاردانی حسابداری آغاز به کار نموده‌است. تعداد دانشجویان این دانشگاه با احتساب دانشجویان اصلی و مهمان، جمعاً دارای حدود 3000 نفر دانشجو در مقاطع کاردانی، کارشناسی و کارشناسی ارشد و دکتری است.
واحد بندر انزلی 3 ساختمان با مساحت 6114 متر مربع جهت انجام امور اداری و آموزشی، یک ساختمان پیش ساخته آموزشی با متراژ 344 متر مربع، سالن اجتماعات و مرکز رشد و آمفی تئاتر به متراژ 2150 متر مربع، سوله و آزمایشگاه  به متراژ 737 مترمربع دارد.
این واحد با توجه به امتیاز کسب نموده از فروردین سال ۱۳۸۵ از واحد کوچک، به واحد متوسط ارتقا یافته و با توجه به روند سریع تغییرات،  فضای آموزشی و رفاهی و جذب هیئت علمی، در آینده بسیار نزدیک به واحد بزرگ مبدل خواهد شد.
تعداد کارکنان واحد بندر انزلی ۷۰ نفر، تعداد اعضای هیئت علمی تمام وقت و نیمه وقت 81 نفر و تعداد حق‌التدریسان این واحد 50 نفر می‌باشد.

## رؤسای دانشگاه
- دکتر محمدحسن شناسا (۱۳۸۲–۱۳۷۸)
- دکتر حسین میرجود (۱۳۸۴–۱۳۸۲)
- دکتر حسن کفایتی (۱۳۸۷–۱۳۸۴)
- محمدرضاآرزم (۱۳۹۰–۱۳۸۷)
- دکتر مصطفی تاتینا (۱۳۹۳–۱۳۹۰)
- دکتر علیرضا اقدامی (۱۳۹۷-۱۳۹۳)
- دکتر حسین شریفی (۱۳۹۷)
- دکتر امیرهوشنگ بحری شعبانی پور (۱۳۹۹)
- دکتر کریم کیاکجوری (۱۴۰۱)